# 에일 스트라이크 건담
에일 스트라이크 건담(Aile Strike Gundam)은 에일 팩을 장착한 스트라이크 건담이다. 파일럿은 키라 야마토이며, 후에 키라 야마토가 프리덤 건담에 탑승하면서 무우 라 프라가가 파일럿이 된다.

## 특징
범용성으로 개발한 웨폰팩이며, 기존의 듀얼 건담을 표방하였다. 팩에 자체적으로 쓰러스터를 장착하여 지상이나 우주 어디든지 빠른 속도를 낼 수 있다. 또한 대용량 배터리를 장착해 가장 기본적으로 장착하는 스트라이커 팩이며 스트라이크를 좀더 오래 사용할 수 있게 만들어준다. 호버링 유닛으로 제작되었고, 공중전투력은 뛰어나지만, 지상전투는 약하다. 중거리용 무장을 해 근접전을 잘 해내지 못한다.